# Терминология тхэквондо
Терминология тхэквондо (ВТФ) — система терминов, называющих все технические элементы тхэквондо (удары, блоки, стойки и т. п.), а также прочие понятия, относящиеся к тхэквондо.

## Особенности терминологии тхэквондо
Терминология тхэквондо, традиционного корейского единоборства, представлена терминами, в основном имеющими корейское происхождение. Основной системой записи корейских слов на русский язык является система Концевича (набор правил транскрибирования слов корейского языка кириллицей), разработанный российским востоковедом Львом Концевичем на основе более ранней транскрипции А. А. Холодовича. В данной системе упор при транскрипции делается не на то, как та или иная буква пишется, а на то, как она слышится (фонетическая транскрипция).

## Система терминов тхэквондо

### Основные термины тхэквондо[3]
- Тхэквондо — корейское боевое искусство
- Сабомним — мастер, инструктор, тренер
- Добок — форма для занятий тхэквондо
- Дан — уровень черного пояса (с 1-го по 9-й). Примечание: согласно правилам транскрипции корейских терминов, правильная форма термина — «тан», однако, данный термин, обозначающий уровень мастерства впервые пришел в Россию из японского языка, и является исключением.
- Гып — уровень цветного пояса (с 10-го по 1-й)
- Точжан — школа тхэквондо или зал для занятий тхэквондо, синоним пришедшего из японских боевых искусств термина «додзё»
- Кибон дончжак — базовые движения
- Пхумсэ — технический комплекс
- Кёруги — олимпийский спарринг
- Кёкпха — разбивание предметов
- Хосинсуль — самооборона

### Термины, называющие технические элементы тхэквондо[4][5]
| Группа терминов     | Термины |
| ------------------- | --- |
| Ударные поверхности | чумок (кулак), сон (кисть), пхаль (предплечье), пхальгуп (локоть), паль (стопа), чонгаги (голень) мурып (колено) |
| Стойки              | - кёттари соги, - коа соги (твиткоа соги, апкоа соги), - нарани соги (нарани соги, анччон соги, пхёни соги), - твит куби (твит куби, очасэ соги), - мо соги, - моа соги (твитчхук моа соги, апчхук моа соги(, - пом соги, - ап куби, - ап соги, - ёп соги (орын соги, вен соги), - чучхум соги (чучхум соги, мо чучхум соги, анччон чучхум соги, ап чучхум соги, огым соги), - хактари соги |
| Позиции готовности  | Чунби соги, кёруги чунби соги (кёрумсэ), кибон чунби, тучумокхори чунби, почхумок чунби, тхонмильги чунби |
| Блоки               | - кави макки, - кодыро макки, - коро макки, - кодо макки (пальлаль коро макки, сонналь откоро макки, откоро макки), - кымган макки (кымган макки, кымган паккат макки, кымган соннальтхын паккат макки, кымган сонналь макки, кымган сонналь паккат макки), - арэ макки (арэ макки, кодыро арэ макки, сонналь кодыро арэ макки, соннальтын кодыро арэ макки), - нуллё макки (нуллё макки, патхансон нуллё макки, сонналь нуллё макки), - паккат макки (паккат макки, купхинсонмок паккат макки, кодыро паккат макки, анпхальмок кодыро паккат макки, сонналь паккат макки, сонналь кодыро паккат макки, соннальтын кодыро паккат макки, соннальтын кодыро анпхальмок паккат макки), - пада макки (митпхальмок пада макки, пальпадак пада макки, сонпадак пада макки, чонгани пада макки), - питхыро макки (питхыро арэ макки, питхыро паккат макки, соннальтын питхыро паккат макки, сонналь питхыро ём макки, сонналь питхыро паккат макки, ан пхальмок питхыро паккат макки), - сантхыль макки (сантхыль макки, пхёнсон салтхыль макки, хэчхё сантхыль макки), - ан макки (момтхон макки, патхансон ан макки, пальлальтын ан макки, сонналь ан макки, ан пхальмок ан макки(, - ёп макки (кодыро ёп макки, её макки, сонналь кодыро ёп макки, сонналь арэ макки, соннальтын ёп макки, сонналь момтхон макки, анпхальмок кодыро ёпмакки, анпхальмок ёп макки), - ольгуль макки (купхин сонмок ольгуль макки, ан ахальмок ольгуль макки, ольгуль макки, патхансон ольгуль макки, сонналь ольгуль макки), - висантхыль макки (висантхыль макки, пхёнсон висантхыль макки), - чха макки (паккат чхамакки, ан чхамакки, ап чхамакки, ёп чхамакки), - чхёмакки - хэчхё макки (хэчхё макки, ан пхальмок хэчхё макки, соннальтын хэчхё макки, сонналь хэчхё макки), - хвансо макки |
| Удары кулаком       | чирыги, кымган чирыги, нэрё чирыги, тигыт ча чирыги, тангё чирыги, толлё чирыги, твичирыги, сэво чирыги, ёп чирыги, чочхё чирыги, чэттари чирыги, чхи чирыги, пхёчжок чирыги |
| Прочие удары        | - кодыро чхиги, - нэрё чхиги тын чумок нэрё чхиги, ме чумок нэрё чхиги, сонналь нэрё чхиги, соннальтын нэрё чхиги, пхальгуп нэрё чхиги, - тангё чхиги тангё тын чумок чхиги, тангё пхальгуп ап чхиги, - толлё чхиги пхальгуп кодыро толлё чхиги, хальгуп толлё чхиги, - тви чхиги, - паккат чхиги кодыро паккат чхиги, тынчумок паккат чхиги, мечумок паккат чхиги, соннальтын паккат чхиги, сонналь паккат чхиги, - питхыро чхиги , - ан чхиги комсон ан чхиги, ту мечумок ан чхиги, ту сонналь ан чхиги, мечумок ан чхиги, патхансон ан чхиги, соннальтын ан чхиги, сонналь ан чхиги, - ап чхиги комсон ап чхиги, тынчумок ап чхиги, патхансон ап чхиги, агвисон ап чхиги (кхаль чэби), - ёп чхиги ту пхальгуп ёп чхиги, ту чумок ёп чхиги, ме чумок ёп чхиги, сонналь ёп чхиги, соннальтын ёп чхиги, пхальгуп кодыро ёп чхиги, пхальгуп ёп чхиги, - оллё чхиги купхин сонмок оллё чхиги, мурып оллё чхиги, патхансон оллё чхиги, пхальгуп оллё чхиги, - чебипхум чхиги чебипхум патхансон апчхиги, чебипхум сонналь анчхиги, - пхёчжок чхиги ме чумок пхёжчок чхиги, пхальгуп пхёжчок чхиги |
| Удары ногами        | - ан чхаги - удар внутренней частью стопы, - ап чхаги - фронтальный удар, - ёп чхаги - боковой удар, - ио чхаги - техника выполнения ударов поочерёдно левой и правой ногами, - кави чхаги - удар-ножницы, - кодып чхаги - двойной (повторяющийся) удар , - кончжунчжеби чхаги - удар с поворотом в воздухе на 360 градусов через голову (сальто), - куллё чхаги - техника нанесения ударов, при которой нога, наносящая удар, поднимается несколько раз в собранном виде (для обмана противника), - миро чхаги - толчковый удар, - модум чхаги - техника нанесения удара двумя ногами одновременно, - пада чхаги - встречный удар, - паккат чхаги - удар внешней стороной стопы, - пальпучхё чхаги - удар с подшагом, - пандаль чхаги - техника нанесения удара изнутри, - питхыро чхаги - удар с уклоном, - пхёчжок чхаги - нанесение удара после захвата противника, - табанхян чхаги - удар в разные стороны, - тви чхаги - удар с поворотом через спину, - твио чхаги - техника нанесения ударов в прыжке, - толлё чхаги - круговой удар, - тольге чхаги - удар с поворотом на 360, 540, 720 и т.д. градусов, - тубальтансон чхаги - "двойка", - хурё чхаги - круговой удар с поворотом через спину - чапко чхаги - удар с одновременным захватом, - читччикхи - техника нанесения ударов по стопе противника |
| Удары пальцами      | - ччирыги (сонкхыт ччирыги, хан сонкхыт ччирыги, ту сонкхыт ччирыги, сэ сонкхыт ччирыги), - сэво ччирыги (кодыро сэво ччирыги, пхёнсонкхыт сэво ччирыги), - опхо ччирыги (пхён сонкхыт сэво ччирыги), - чочхё ччирыги |

### Термины, называющие прочие технические элементы тхэквондо[6]
- Кокки — болевые приемы
- Номгиги — броски
- Титки — спеп
- Твиги — прыжковая техника
- Мильги — толчки
- Ппэги — освобождение от захватов
- Чапки — захваты
- Пхихаги — уклоны

### Термины, относящиеся к «кёруги»[7]
- Чхон-сун (хон-сун) — победа спортсмена в синем (красном) протекторе
- Золотой балл, саддн дез (англ. sudden death - "внезапная смерть") — 4-й раунд, до первого зафиксированного балла
- Видео-реплей — повтор момента поединка
- Тык чжом — балл
- Кёнго — штрафные 0,5 балла (2 кёнго равно 1 баллу противнику)
- Камчжом — штрафной балл (1 камчжон равен 1 баллу противнику)
- Чунби — приготовиться (команда рефери)
- Сичжак — начать (команда рефери)
- Каллё — аналогично команде "брэк" в боксе (команда рефери)
- Кыман — стоп (в конце раунда) (команда рефери)
- Кесок — продолжить (команда рефери)
- Кёси — остановка времени для оказания помощи (команда рефери комиссару матча)
- Шиган — остановка времени в иных случаях (команда рефери комиссару матча)